# Luffia rebeli
Luffia rebeli är en fjärilsart som beskrevs av Walsingham 1907. Luffia rebeli ingår i släktet Luffia och familjen säckspinnare. Inga underarter finns listade i Catalogue of Life.

## Bildgalleri

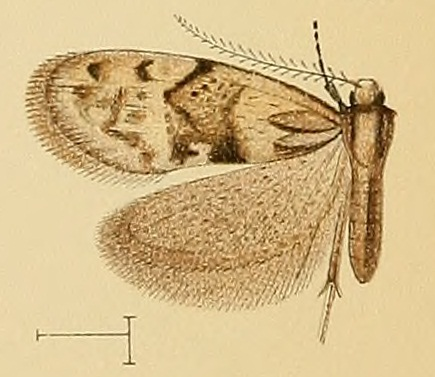